# Economia de Corea del Sud

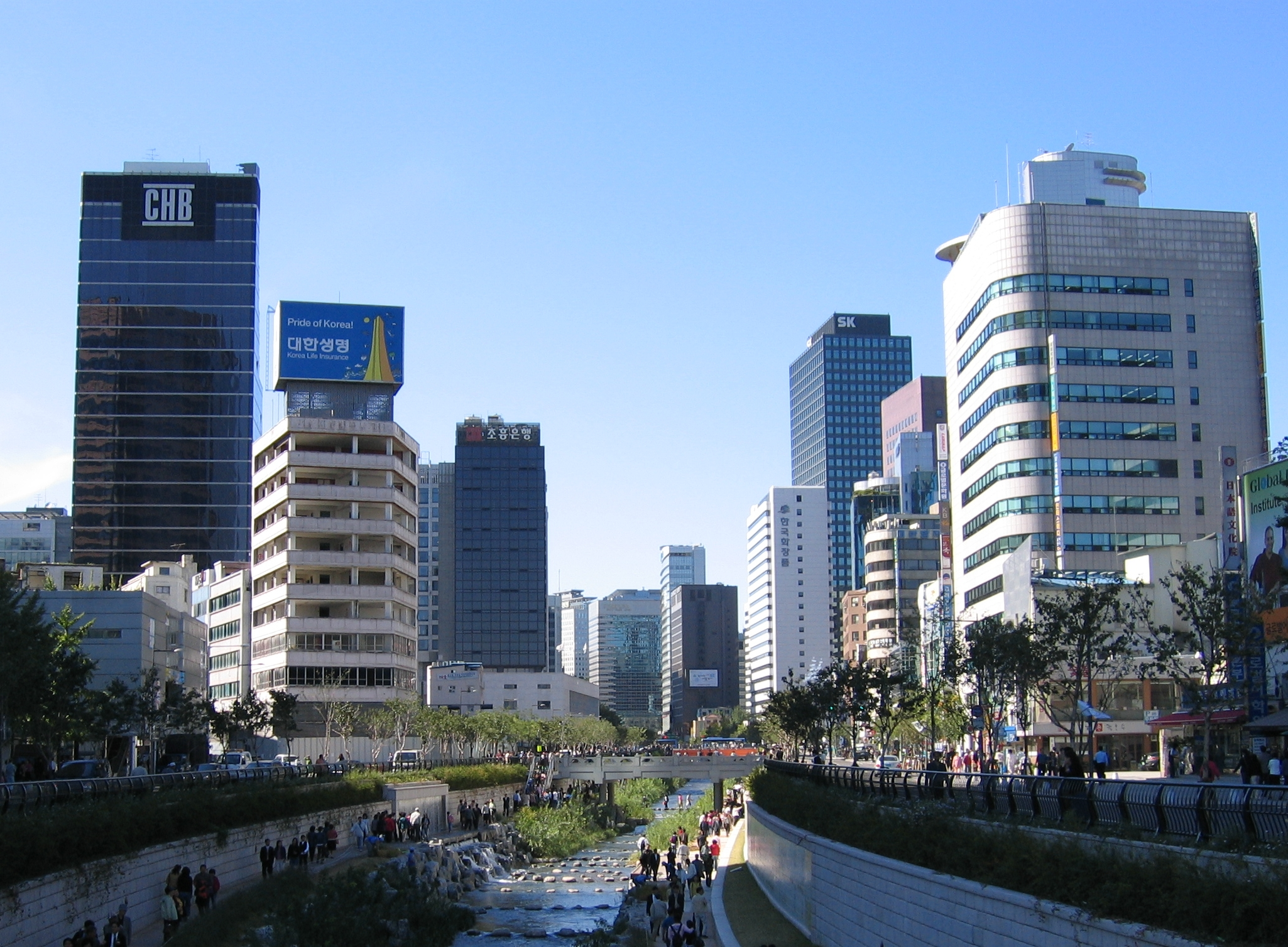
Seül.

L'economia de Corea del Sud ha crescut ràpidament des de la dècada de 1960, integrada a la moderna economia tecnològica. Fa quatre dècades, el seu producte interior brut era comparable al dels països més pobres del món.
Després de la Guerra de Corea, les inversions nord-americanes i japoneses, hàbilment dirigides pel Govern coreà cap a sectors estratègics, van permetre un enlairament econòmic que ha portat al país a superar a Espanya en PIB en termes de PPA.